# Miguel Vences
Miguel Vences (Colonia, Alemania, 24 de abril de 1969) es un herpetólogo y biólogo evolutivo alemán. Hijo del filósofo gallego Sergio Vences Fernández (1936-2012).
Gracias a ello, cuatro especies de reptiles llevan su nombre: Camaleón de Vences, Eimeria vencesi, Rhabdias vencesi y Hydrothelphusa vencesi.

## Trabajo científico

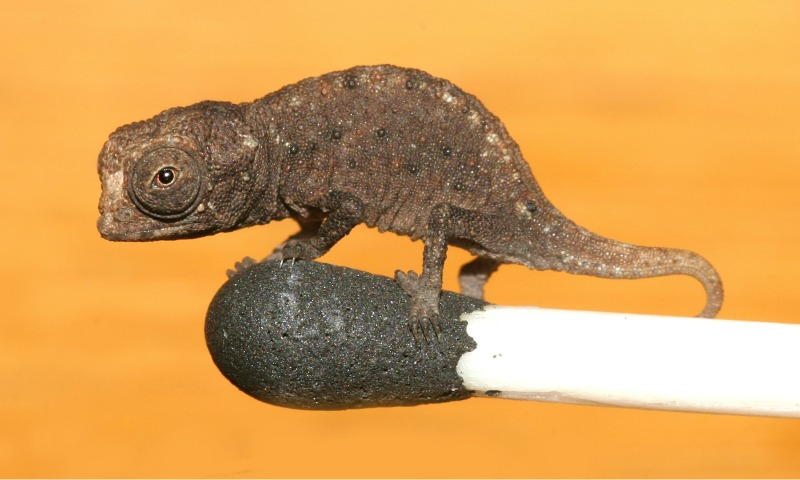
Brookesia micra, de las especies de reptiles más pequeñas descritas por Vences y Glaw.

El trabajo de Vences se centra en los anfibios y reptiles de Madagascar. Trabaja junto con Frank Glaw en muchas descripciones de especies taxonómicas. Juntos han descrito más de 200 nuevas especies de ranas y numerosas especies nuevas de serpientes, camaleones y otros reptiles. En 1992, elaboraron una guía de campo de los reptiles y anfibios de Madagascar. En 1994 produjeron una segunda edición de esta guía, que incluía las descripciones de numerosos taxones nuevos, y una sección de reptiles significativamente ampliada. En 2007, se publicó una tercera edición que no describía ninguna especie nueva, pero incluía fotografías en color y descripciones breves de más de 100 especies sin nombre.
En los últimos años, Vences ha sido coautor de varias publicaciones sobre una amplia gama de temas, que incluyen biogeografía, enfermedades de los anfibios, microbiomas asociados a anfibios, genética de poblaciones, evolución y especiación, y taxonomía.